# Devlet I. Geraj
Devlet I. Geraj (krimsko tatarsko I Devlet Geray, ۱دولت كراى‎ ali Taht Alğan Devlet Geray, تخت آلغان دولت كراى‎, turško I. Devlet Giray, rusko Девлет I Герай, Devlet I Geraj, ukrajinsko Девлет I Ґерай, Devlet I. Geraj) je bil od leta 1551 do 1577 kan Krimskega kanata. Med njegovo dolgo vladavino je kanat dosegel višek svoje moči,  * 1512, † 1577.

## Vladanje
Med vladavino njegovega predhodnika Sahiba I. Geraja je Devlet živel v Istanbulu, kjer je pridobil naklonjenost sultana Sulejmana Veličastnega. S pomočjo osmanskih Turkov je leta 1551 postal vladar Krimskega kanata. Bil je spreten politik, ki je znal spretno izkoristiti dane okoliščine, zato mu je uspelo doseči de facto neodvisnost kanata od Visoke porte.
Uspešno se je vključil v načrte osmanske vlade za gradnjo kanala med Volgo in Donom, ki bi okrepil turški vpliv na Krimu. Na razpolago je imel precej veliko vojsko, s katero se je stalno vojskoval s svojimi sosedi, predvsem z Rusijo. Zelo uničujoči so bili predvsem napadi leta 1555 in 1571. V slednjem je celo požgal Moskvo, naslednje leto pa je doživel težak poraz v bitki pri Molodi.
Glavni cilj njegovih vojnih pohodov je bila priključitev Kazana in Astrahana, katera so muslimani nekaj let pred tem izgubili v vojnah z Rusi. Njegovi poskusi niso obrodili uspeha. Uspelo mu je samo to, da mu je moralo nekaj Rusov in Ukrajincev na jugu plačevati letni davek.

## Smrt
Devlet I. Geraj je umrl leta 1577. Nasledil ga je in Mehmed II. Geraj.

## Družina
Devlet I. je imel pet žena:
- Ajša Fatima hatun
- Hansuret hatun
- Hanbike hatun
- Farhan hatun
- Džamali hatun

s katerimi je imel najmanj dvanajst sinov in neznano število hčera.